# Tercera División de Chile 2010
Tercera División de Chile 2010 var den tredje högsta divisionen för fotboll i Chile för säsongen 2010. Divisionen bestod av 15 lag uppdelade i två grupper om åtta respektive sju lag per grupp. Lagen i gruppen mötte varandra inbördes två gånger vilket gav totalt 14 matcher per lag. De fyra främsta i varje grupp gick sedan vidare till en andra omgång. I den andra omgången mötte alla lag varandra två gånger, vilket gav ytterligare 14 matcher per lag, och vinnaren gick upp i Primera B 2011. De lag som inte gick vidare till den andra omgången, gick istället vidare till en nedflyttningsomgång.

## Första omgången
De 15 deltagande lagen delades i den första omgången upp i två grupper med åtta lag i en grupp och sju lag i den andra, där alla lag mötte varandra inom gruppen två gånger, vilket gav 12 respektive 14 matcher för varje lag. De fyra främsta lagen gick därefter vidare till en andra omgång, medan de övriga i varje grupp gick vidare till en nedflyttningsserie.
| Nr | Lag                  | S  | V | O | F | GM | IM | MS  | P  |
| -- | -------------------- | -- | - | - | - | -- | -- | --- | -- |
| 1  | Trasandino           | 12 | 7 | 3 | 2 | 20 | 11 | +9  | 24 |
| 2  | Municipal Mejillones | 12 | 6 | 4 | 2 | 26 | 17 | +9  | 22 |
| 3  | Barnechea            | 12 | 6 | 3 | 3 | 22 | 11 | +11 | 21 |
| 4  | Provincial Talagante | 12 | 4 | 2 | 6 | 10 | 18 | −8  | 14 |
| 5  | Deportes Quilicura   | 12 | 3 | 5 | 4 | 12 | 18 | −6  | 14 |
| 6  | Deportes Ovalle      | 12 | 2 | 4 | 6 | 16 | 23 | −7  | 10 |
| 7  | San Antonio Unido    | 12 | 1 | 5 | 6 | 7  | 16 | −9  | 8  |

| Nr | Lag                  | S  | V  | O | F | GM | IM | MS  | P  |
| -- | -------------------- | -- | -- | - | - | -- | -- | --- | -- |
| 1  | Magallanes           | 14 | 8  | 4 | 2 | 29 | 16 | +13 | 28 |
| 2  | Iberia               | 14 | 10 | 3 | 1 | 24 | 9  | +15 | 33 |
| 3  | Deportes Melipilla   | 14 | 5  | 3 | 6 | 19 | 21 | −2  | 18 |
| 4  | Colchagua            | 14 | 4  | 6 | 4 | 16 | 18 | −2  | 18 |
| 5  | Deportes Temuco      | 14 | 5  | 1 | 8 | 17 | 20 | −3  | 16 |
| 6  | Linares Unido        | 14 | 4  | 3 | 7 | 18 | 25 | −7  | 15 |
| 7  | Fernández Vial       | 14 | 3  | 2 | 9 | 17 | 28 | −11 | 11 |
| 8  | Municipal La Pintana | 14 | 3  | 2 | 9 | 10 | 26 | −16 | 11 |

## Andra omgången
Till följd av positionerna i sina respektive grupper i den första omgången så fick Trasandino och Magallanes fick tre bonuspoäng, Municipal Mejillones och Iberia fick två bonuspoäng och Barnechea och Deportes Melipilla fick en bonuspoäng. I den andra omgången spelade samtliga lag mot varandra två gånger, vilket gav 14 matcher per lag. Därefter flyttades det bäst placerade laget upp till Primera B, medan de andra lagen fick spela vidare i Tercera División nästa säsong.
Lag 1: Till Primera B 2011.
| Nr | Lag                  | S  | V  | O | F  | GM | IM | MS  | P  |
| -- | -------------------- | -- | -- | - | -- | -- | -- | --- | -- |
| 1  | Magallanes           | 14 | 10 | 1 | 3  | 39 | 16 | +23 | 34 |
| 2  | Trasandino           | 14 | 9  | 2 | 3  | 27 | 20 | +7  | 32 |
| 3  | Barnechea            | 13 | 7  | 4 | 2  | 23 | 12 | +11 | 26 |
| 4  | Iberia               | 14 | 6  | 3 | 5  | 20 | 18 | +2  | 23 |
| 5  | Municipal Mejillones | 13 | 5  | 2 | 6  | 17 | 24 | −7  | 19 |
| 6  | Deportes Melipilla   | 13 | 5  | 0 | 8  | 22 | 28 | −6  | 16 |
| 7  | Colchagua            | 13 | 4  | 2 | 7  | 18 | 24 | −6  | 14 |
| 8  | Provincial Talagante | 14 | 0  | 2 | 12 | 14 | 38 | −24 | 2  |

## Nedflyttningsserier
Lagen i vardera nedflyttningsgrupp mötte varandra två gånger, en gång hemma och en gång borta, vilket gav fyra respektive sex matcher för varje lag. Det sämsta laget i varje division gick därefter vidare till ett nedflyttningskval.
| Nr | Lag                | S | V | O | F | GM | IM | MS | P |
| -- | ------------------ | - | - | - | - | -- | -- | -- | - |
| 1  | Deportes Ovalle    | 4 | 2 | 1 | 1 | 6  | 5  | +1 | 7 |
| 2  | San Antonio Unido  | 4 | 1 | 2 | 1 | 5  | 4  | +1 | 5 |
| 3  | Deportes Quilicura | 4 | 1 | 1 | 2 | 3  | 5  | −2 | 4 |

| Nr | Lag                  | S | V | O | F | GM | IM | MS | P  |
| -- | -------------------- | - | - | - | - | -- | -- | -- | -- |
| 1  | Deportes Temuco      | 6 | 3 | 1 | 2 | 9  | 10 | −1 | 10 |
| 2  | Municipal La Pintana | 6 | 3 | 0 | 3 | 16 | 9  | +7 | 9  |
| 3  | Fernández Vial       | 6 | 2 | 2 | 2 | 7  | 5  | +2 | 8  |
| 4  | Linares Unido        | 6 | 2 | 1 | 3 | 5  | 13 | −8 | 7  |

## Nedflyttningskval
De två lagen som kom på sista plats i nedflyttningsserierna gick till nedflyttningskvalet. Lagen mötte varandra i ett dubbelmöte, där förloraren flyttades ner en division och vinnaren gick till den andra omgången. I den andra omgången mötte det vinnande laget ett lag från den fjärde divisionen i ett dubbelmöte. Det vinnande laget där säkrade plats i Tercera División 2011. Kvalet slutade med att Deportes Quilicura behöll sin plats och att Linares Unido flyttades ner.
Första omgången:
- Linares Unido–Deportes Quilicura 3–5 (1–3 ; 2–2)

Andra omgången:
- Rengo Unido–Deportes Quilicura 1–1 (0–0 ; 1–1, str: 5–6)